# 3K busz (Békéscsaba)
A békéscsabai 3K jelzésű autóbusz a Kórház és a Veres Péter utca között közlekedik. A viszonylatot a Volánbusz üzemelteti. Munkanapokon ritkán és változó sűrűséggel, többnyire csuklós buszokkal közlekedett.
A vonalon többnyire MAN SG 263-as autóbuszok jártak.

## Jellemzői
Hétköznap főleg reggel és kora délután közlekedett, hétvégén nem járt. A tanulók számára kedvező volt, hogy Békéscsaba igen sok iskolája mellett elhalad a járat, illetve érintette a belváros több pontját is.

## Útvonala
| ÁNTSZ–Veres Péter utca: | Veres Péter utca-ÁNTSZ: |
| --- | --- |
| - ÁNTSZ vá. - Gyulai út - Széchenyi utca - Szent István tér - Szabadság tér - Bartók Béla út - Petőfi utca - Andrássy út - Temető sor - Bartók Béla út - Orosházi út - Bercsényi utca - Veres Péter utca vá. | - Veres Péter utca vá. - Bercsényi utca - Orosházi út - Bartók Béla út - Temető sor - Andrássy út - Petőfi utca - Bartók Béla út - Szabadság tér - Szent István tér - Széchenyi utca - Gyulai út - ÁNTSZ vá. |

## Megállóhelyek és átszállási lehetőségek
| sz. | megállóhely neve            | sz. | pótlás | fontosabb létesítmények, közlekedési csomópontok |
| --- | --------------------------- | --- | --- | --- |
| 0   | ÁNTSZ végállomás            | 28  | nincs | |
| 3   | Sportcsarnok                | 26  | 3M, 3V, 8, 8A, 17M | Békéscsabai Városi Sportcsarnok, Békéscsabai Karácsonyi Lajos Vívó Egyesület, Aldi |
| 5   | Kórház                      | 23  | 3M Veres Péter utca felé, 8, 8A, 8V, 17M Lencsési autóbusz-forduló felé, 20 | Dr. Réthy Pál Kórház-Rendelőintézet, Munkácsy Mihály Emlékház |
| 6   | Körös Hotel                 | 22  | 8, 8A, 8V, 20 | Munkácsy Mihály Múzeum, Belvárosi Római Katolikus Templom, Kossuth-szobor, Élővíz-csatorna, Csabagyöngye Kulturális Központ |
| 7   | Szabadság tér               | 2   | 1, 3, 3M, 3V, 4, 17, 17M, 17V | Békéscsabai Bartók Béla Művészeti Szakközépiskola, és Alapfokú Művészetoktatási Intézmény, Zeneiskola, Békéscsabai Járási Hivatal, Békéscsabai Városi Önkormányzat, Fegyveres Erők Klubja, Fiume Hotel, Invitel Telepont, Jókai Színház, K&H Bank, Magyar Államkincstár Dél-Alföldi Regionális Igazgatóság, MKB Bank, OTP Bank, Sas Patika, Sétálóutca (Andrássy út), Szent István tér (Főtér), Városháza |
| 9   | Haán Lajos utca             | 19  | 1, 3, 3M, 3V, 4, 7F, 17V | Békéscsabai Belvárosi Általános Iskola és Gimnázium, Békéscsabai Rendőrkapitányság, Békéscsaba 1-es posta, Magyar Államkincstár - Állampénztári Ügyfélszolgálat |
| 10  | Petőfi utca                 | 18  | 1, 3, 3M, 3V, 4, 7F, 17V | Békéscsabai Petőfi Utcai Általános Iskola |
| 12  | Petőfi liget                | 16  | 1, 3, 3M, 3V, 4, 5 Autóbusz-pályaudvar felé, 7, 7F, 8 Linamar felé, 8A Tesco felé, 8V Tesco felé, 17V, 20 Autóbusz-pályaudvar felé | Angyalos-kút, Békéscsabai Petőfi Utcai Általános Iskola, Békéscsabai Kemény Gábor Logisztikai és Közlekedési Szakközépiskola, Sétálóutca (Andrássy út), Trianon emlékmű Csaba Center: Békéscsaba Center Posta, Hervis, Media Markt, Spar, Telenor, T-Pont, Vodafone |
| 14  | Kötöttárugyár               | 14  | 1, 3, 3M, 3V, 4, 5, 7, 7F, 17V, 20 | Andrássy Gyula Gimnázium és Kollégium, Katonai Igazgatási és Érdekvédelmi Iroda, Reál, VOKE Vasutas Művelődési Háza és Könyvtára |
| 15  | Autóbusz-pályaudvar         | 13  | 1, 3, 3M, 3V, 4, 5, 7, 7F, 8, 8A, 8V, 17V, 20 120 (Budapest – Szolnok – Lökösháza), 121 (Békéscsaba – Mezőhegyes – Makó – Újszeged), 128 (Békéscsaba – Kötegyán – Vésztő), 135 (Békéscsaba – Orosháza – Hódmezővásárhely – Szeged) helyközi-országos autóbuszjáratok: Budapest-Népliget, Debrecen, Eger, Hajdúszoboszló, Karcag, Kecskemét, Kunszentmárton, Miskolc, Pécs, Szeged, Szentes, Szolnok, Zalaegerszeg regionális autóbuszjáratok: Battonya, Békés, Békéssámson, Békésszentandrás, Bélmegyer, Csanádapáca, Csorvás, Dévaványa, Doboz, Dombegyház, Elek, Füzesgyarmat, Gerendás, Geszt, Gyomaendrőd, Gyula, Kamut, Kaszaper, Kétsoprony, Kondoros, Köröstarcsa, Kunágota, Medgyesbodzás, Medgyesegyháza, Mezőberény, Mezőkovácsháza, Orosháza, Sarkad, Szabadkígyós, Szarvas, Szeghalom, Telekgerendás, Tótkomlós, Újkígyós, Vésztő | Obi Áruház, Penny Market : Békéscsaba vasútállomás Helyközi autóbusz-állomás |
| 17  | I. számú Téglagyár          | 11  | 1, 3, 3M, 3V, 4 | Kézműves Szakközépiskola és Alapfokú Művészeti Iskola, Kondorosi Takarékszövetkezet |
| 19  | Madách utca                 | 9   | 1, 3, 3M, 3V, 4 | Erzsébethelyi Általános Iskola, Evangélikus templom, Kútház |
| 20  | Bem utca                    | 8   | 3, 3M, 3V | Jaminai Közösségi Ház |
| 21  | Bercsényi utca              | 7   | 3, 3M, 3V | |
| 23  | Tompa utca                  | 5   | 1, 3, 3M, 3V, 4 | |
| 24  | Batsányi utca               | 4   | 1, 3, 3M, 3V, 4 | Coop, Jézus Szíve katolikus templom, Kolozsvári utcai Orvosi Rendelők, Békéscsaba 3-as posta Kapcsolat a Belvárossal: Repülőhíd (kerékpáros és gyalogos forgalom) - cca. 0,45 km |
| 26  | Rózsa utca                  | 2   | 1, 3, 3M, 3V, 4 | |
| 27  | Tavasz utca                 | 1   | 1, 3, 3M, 3V, 4 | |
| 28  | Veres Péter utca végállomás | 0   | 3, 3M, 3V | |

## Külső hivatkozások
- A Körös Volán honlapja